# Dioctria pilithorax
Dioctria pilithorax là một loài ruồi trong họ Asilidae. Dioctria pilithorax được Richter miêu tả năm 1960. Loài này phân bố ở vùng Cổ Bắc giới.